# Liste der Biografien/Kar
Liste der Biografien |
Portal Biografien |
Personensuche
# |
A |
B |
C |
D |
E |
F |
G |
H |
I |
J |
K |
L |
M |
N |
O |
P |
Q |
R |
S |
T |
U |
V |
W |
X |
Y |
Z |
?
 
Ka |
Kb |
Kc |
Kd |
Ke |
Kf |
Kg |
Kh |
Ki |
Kj |
Kl |
Km |
Kn |
Ko |
Kp |
Kr |
Ks |
Kt |
Ku |
Kv |
Kw |
Ky |
Kx |
Kz
 
Kaa–Kag |
Kah |
Kai |
Kaj |
Kak |
Kal |
Kam |
Kan |
Kao |
Kap |
Kar |
Kas |
Kat |
Kau |
Kav |
Kaw |
Kay |
Kaz
 
Kara |
Karb |
Karc |
Kard |
Kare |
Karf |
Karg |
Karh |
Kari |
Karj |
Kark |
Karl |
Karm |
Karn |
Karo |
Karp |
Karr |
Kars |
Kart |
Karu |
Karv |
Karw |
Kary |
Karz
Die Liste der Biografien führt alle Personen auf, die in der deutschsprachigen Wikipedia einen Artikel haben. Dieses ist eine Teilliste mit 6 Einträgen von Personen, deren Namen mit den Buchstaben „Kar“ beginnt.

## Kar
- Kar de Mumma (1904–1997), schwedischer Schriftsteller, Revue-Verfasser und Glossenschreiber
- Kar, Ajoy (1914–1985), bengalischer Filmregisseur
- Kar, Güzin (* 1971), Schweizer Filmregisseurin, Drehbuchautorin und KolumnistinGüzin Kar (* 1971)

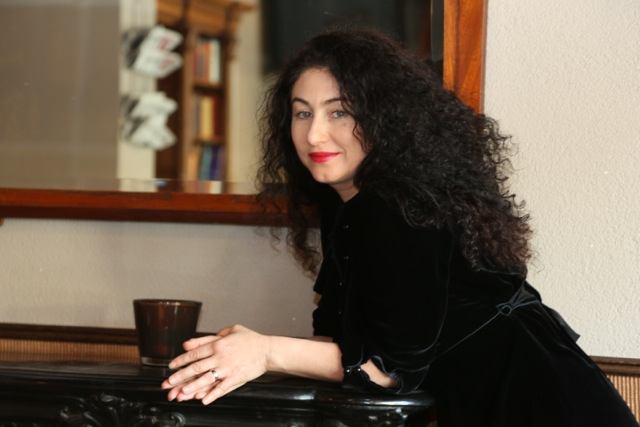
Güzin Kar (* 1971)

- Kar, Hüseyin (* 1986), türkischer Fußballspieler
- Kar, Ida (1908–1974), Fotografin
- Kar, Samares (1942–2017), indischer Elektrotechnikingenieurwissenschaftler, Hochschullehrer und Publizist